# 選抜高等学校野球大会 (福岡県勢)
選抜高等学校野球大会においての福岡県勢の成績について記す。

## 大会結果
| 大会                 | 選出校                        | 試合結果 | 試合結果                          | 成績     |
| -------------------- | ----------------------------- | -------- | --------------------------------- | -------- |
| 第8回大会（1931年）  | 小倉工（初出場）              | 2回戦    | ● 0 - 4 八尾中                    | 初戦敗退 |
| 第9回大会（1932年）  | 小倉工（2年連続2回目）        | 1回戦    | ○ 3x - 2 鳥取二中                 | 2回戦    |
| 第9回大会（1932年）  | 小倉工（2年連続2回目）        | 2回戦    | ● 1 - 16 明石中                   | 2回戦    |
| 第11回大会（1934年） | 小倉工（2年ぶり3回目）        | 2回戦    | ○ 5 - 4 岐阜商                    | ベスト8  |
| 第11回大会（1934年） | 小倉工（2年ぶり3回目）        | 準々決勝 | ● 1 - 4 海南中（延長13回）        | ベスト8  |
| 第12回大会（1935年） | 小倉工（2年連続4回目）        | 1回戦    | ● 3 - 7 東邦商                    | 初戦敗退 |
| 第13回大会（1936年） | 小倉工（3年連続5回目）        | 1回戦    | ○ 7 - 5 早稲田実                  | 2回戦    |
| 第13回大会（1936年） | 小倉工（3年連続5回目）        | 2回戦    | ● 1 - 2x 桐生中                   | 2回戦    |
| 第14回大会（1937年） | 小倉工（4年連続6回目）        | 1回戦    | ● 0 - 5 島田商                    | 初戦敗退 |
| 第14回大会（1937年） | 福岡工（初出場）              | 2回戦    | ● 1 - 2 徳島商                    | 初戦敗退 |
| 第15回大会（1938年） | 福岡工（2年連続2回目）        | 2回戦    | ● 1 - 6 岐阜商                    | 初戦敗退 |
| 第16回大会（1939年） | 小倉工（2年ぶり7回目）        | 2回戦    | ○ 3 - 1 大津商                    | ベスト8  |
| 第16回大会（1939年） | 小倉工（2年ぶり7回目）        | 準々決勝 | ● 1 - 4 中京商                    | ベスト8  |
| 第17回大会（1940年） | 福岡工（2年ぶり3回目）        | 2回戦    | ○ 9 - 2 広島商                    | ベスト4  |
| 第17回大会（1940年） | 福岡工（2年ぶり3回目）        | 準々決勝 | ○ 5 - 4 滝川中                    | ベスト4  |
| 第17回大会（1940年） | 福岡工（2年ぶり3回目）        | 準決勝   | ● 0 - 9 岐阜商                    | ベスト4  |
| 第18回大会（1941年） | 福岡工（2年連続4回目）        | 1回戦    | ● 2 - 3x 岐阜商                   | 初戦敗退 |
| 第19回大会（1947年） | 小倉中（初出場）              | 2回戦    | ○ 2 - 1 京都一商                  | 準優勝   |
| 第19回大会（1947年） | 小倉中（初出場）              | 準々決勝 | ○ 2 - 1 岐阜商                    | 準優勝   |
| 第19回大会（1947年） | 小倉中（初出場）              | 準決勝   | ○ 1 - 0 城東中                    | 準優勝   |
| 第19回大会（1947年） | 小倉中（初出場）              | 決勝     | ● 1 - 3 徳島商（延長13回）        | 準優勝   |
| 第20回大会（1948年） | 小倉中（2年連続2回目）        | 1回戦    | ● 2 - 3 京都一商（延長13回）      | 初戦敗退 |
| 第21回大会（1949年） | 小倉（3年連続3回目）          | 1回戦    | ○ 5 - 2 海南                      | ベスト4  |
| 第21回大会（1949年） | 小倉（3年連続3回目）          | 準々決勝 | ○ 4 - 0 高松一                    | ベスト4  |
| 第21回大会（1949年） | 小倉（3年連続3回目）          | 準決勝   | ● 0 - 4 芦屋                      | ベスト4  |
| 第22回大会（1950年） | 八幡（初出場）                | 1回戦    | ○ 7 - 1 萩北                      | ベスト8  |
| 第22回大会（1950年） | 八幡（初出場）                | 準々決勝 | ● 5 - 6x 韮山                     | ベスト8  |
| 第25回大会（1953年） | 小倉（4年ぶり4回目）          | 2回戦    | ○ 2x - 1 御所実（延長10回）       | ベスト4  |
| 第25回大会（1953年） | 小倉（4年ぶり4回目）          | 準々決勝 | ○ 11 - 2 銚子商                   | ベスト4  |
| 第25回大会（1953年） | 小倉（4年ぶり4回目）          | 準決勝   | ● 1 - 5 洲本                      | ベスト4  |
| 第26回大会（1954年） | 小倉（2年連続5回目）          | 2回戦    | ○ 8 - 0 立命館                    | 準優勝   |
| 第26回大会（1954年） | 小倉（2年連続5回目）          | 準々決勝 | ○ 5 - 2 鳴門                      | 準優勝   |
| 第26回大会（1954年） | 小倉（2年連続5回目）          | 準決勝   | ○ 2 - 0 泉陽                      | 準優勝   |
| 第26回大会（1954年） | 小倉（2年連続5回目）          | 決勝     | ● 0 - 1 飯田長姫                  | 準優勝   |
| 第27回大会（1955年） | 小倉（3年連続6回目）          | 2回戦    | ● 2 - 3 浪華商                    | 初戦敗退 |
| 第28回大会（1956年） | 久留米商（初出場）            | 1回戦    | ● 0 - 4 堀川                      | 初戦敗退 |
| 第29回大会（1957年） | 久留米商（2年連続2回目）      | 2回戦    | ○ 3x - 2 興国商                   | ベスト4  |
| 第29回大会（1957年） | 久留米商（2年連続2回目）      | 準々決勝 | ○ 1x - 0 岐阜商（延長10回）       | ベスト4  |
| 第29回大会（1957年） | 久留米商（2年連続2回目）      | 準決勝   | ● 0 - 6 早稲田実                  | ベスト4  |
| 第29回大会（1957年） | 小倉（2年ぶり7回目）          | 2回戦    | ● 1 - 5 高知商                    | 初戦敗退 |
| 第30回大会（1958年） | 福岡工（17年ぶり5回目）       | 2回戦    | ○ 3 - 2 宇都宮工                  | ベスト8  |
| 第30回大会（1958年） | 福岡工（17年ぶり5回目）       | 準々決勝 | ● 1 - 5 中京商                    | ベスト8  |
| 第31回大会（1959年） | 久留米商（2年ぶり3回目）      | 1回戦    | ● 0 - 2 天理                      | 初戦敗退 |
| 第31回大会（1959年） | 戸畑（初出場）                | 2回戦    | ● 4 - 6 岐阜商                    | 初戦敗退 |
| 第32回大会（1960年） | 柳川商（初出場）              | 2回戦    | ● 0 - 5 松阪商                    | 初戦敗退 |
| 第33回大会（1961年） | 小倉工（22年ぶり8回目）       | 1回戦    | ○ 2 - 1 中京商                    | 2回戦    |
| 第33回大会（1961年） | 小倉工（22年ぶり8回目）       | 2回戦    | ● 3 - 4 敦賀                      | 2回戦    |
| 第35回大会（1963年） | 小倉工（2年ぶり9回目）        | 1回戦    | ○ 6 - 3 市西宮                    | 2回戦    |
| 第35回大会（1963年） | 小倉工（2年ぶり9回目）        | 2回戦    | ● 2 - 3 早稲田実                  | 2回戦    |
| 第35回大会（1963年） | 博多工（初出場）              | 1回戦    | ● 3 - 15 海南                     | 初戦敗退 |
| 第36回大会（1964年） | 博多工（2年連続2回目）        | 2回戦    | ○ 5 - 4 下関商                    | ベスト4  |
| 第36回大会（1964年） | 博多工（2年連続2回目）        | 準々決勝 | ○ 1 - 0 浪商                      | ベスト4  |
| 第36回大会（1964年） | 博多工（2年連続2回目）        | 準決勝   | ● 0 - 4 尾道商                    | ベスト4  |
| 第37回大会（1965年） | 小倉（8年ぶり8回目）          | 1回戦    | ● 1 - 2 市和歌山商                | 初戦敗退 |
| 第38回大会（1966年） | 小倉（2年連続9回目）          | 2回戦    | ○ 7 - 1 佼成学園                  | ベスト8  |
| 第38回大会（1966年） | 小倉（2年連続9回目）          | 準々決勝 | ● 8 - 9x 育英（延長13回）         | ベスト8  |
| 第40回大会（1968年） | 博多工（4年ぶり3回目）        | 1回戦    | ● 0 - 5 平安                      | 初戦敗退 |
| 第41回大会（1969年） | 博多工（2年連続4回目）        | 1回戦    | ○ 2 - 0 浜松北                    | ベスト4  |
| 第41回大会（1969年） | 博多工（2年連続4回目）        | 2回戦    | ○ 5 - 1 玉島商                    | ベスト4  |
| 第41回大会（1969年） | 博多工（2年連続4回目）        | 準々決勝 | ○ 9 - 3 岐阜商                    | ベスト4  |
| 第41回大会（1969年） | 博多工（2年連続4回目）        | 準決勝   | ● 0 - 2 堀越                      | ベスト4  |
| 第41回大会（1969年） | 小倉（3年ぶり10回目）         | 1回戦    | ● 2 - 4 三沢                      | 初戦敗退 |
| 第42回大会（1970年） | 筑紫中央（初出場）            | 1回戦    | ● 1 - 6 堀越                      | 初戦敗退 |
| 第43回大会（1971年） | 戸畑商（初出場）              | 1回戦    | ○ 8 - 6 福井商                    | 2回戦    |
| 第43回大会（1971年） | 戸畑商（初出場）              | 2回戦    | ● 4 - 5 福島商                    | 2回戦    |
| 第44回大会（1972年） | 戸畑商（2年連続2回目）        | 1回戦    | ● 0 - 16 日大三                   | 初戦敗退 |
| 第45回大会（1973年） | 小倉南（初出場）              | 2回戦    | ● 0 - 8 作新学院                  | 初戦敗退 |
| 第45回大会（1973年） | 小倉商（初出場）              | 1回戦    | ○ 4 - 2 桜美林                    | 2回戦    |
| 第45回大会（1973年） | 小倉商（初出場）              | 2回戦    | ● 2 - 6x 横浜（延長13回）         | 2回戦    |
| 第46回大会（1974年） | 柳川商（14年ぶり2回目）       | 1回戦    | ● 0 - 3 和歌山工                  | 初戦敗退 |
| 第47回大会（1975年） | 柳川商（2年連続3回目）        | 1回戦    | ● 1 - 3 堀越                      | 初戦敗退 |
| 第49回大会（1977年） | 戸畑（18年ぶり2回目）         | 1回戦    | ● 0 - 3 中村                      | 初戦敗退 |
| 第50回大会（1978年） | 柳川商（3年ぶり4回目）        | 1回戦    | ● 1 - 3 早稲田実                  | 初戦敗退 |
| 第50回大会（1978年） | 小倉（9年ぶり11回目）         | 1回戦    | ○ 3 - 0 帝京                      | 2回戦    |
| 第50回大会（1978年） | 小倉（9年ぶり11回目）         | 2回戦    | ● 1 - 4 箕島                      | 2回戦    |
| 第51回大会（1979年） | 久留米商（20年ぶり4回目）     | 1回戦    | ● 0 - 3 宇都宮商                  | 初戦敗退 |
| 第52回大会（1980年） | 柳川（2年ぶり5回目）          | 1回戦    | ○ 3 - 1 二松学舎大付              | 2回戦    |
| 第52回大会（1980年） | 柳川（2年ぶり5回目）          | 2回戦    | ● 1 - 3 尼崎北                    | 2回戦    |
| 第53回大会（1981年） | 築上中部（初出場）            | 1回戦    | ● 2 - 3 日立工                    | 初戦敗退 |
| 第54回大会（1982年） | 八幡大付（初出場）            | 1回戦    | ● 1 - 2 横浜商                    | 初戦敗退 |
| 第55回大会（1983年） | 久留米商（4年ぶり5回目）      | 1回戦    | ○ 2 - 0 宇部商                    | 2回戦    |
| 第55回大会（1983年） | 久留米商（4年ぶり5回目）      | 2回戦    | ● 1 - 3 駒大岩見沢                | 2回戦    |
| 第56回大会（1984年） | 福岡大大濠（初出場）          | 1回戦    | ● 0 - 1 明徳（延長10回）          | 初戦敗退 |
| 第57回大会（1985年） | 東海大五（初出場）            | 1回戦    | ○ 11 - 4 広陵                     | 2回戦    |
| 第57回大会（1985年） | 東海大五（初出場）            | 2回戦    | ● 0 - 2 帝京                      | 2回戦    |
| 第57回大会（1985年） | 東筑（初出場）                | 1回戦    | ● 0 - 2 天理                      | 初戦敗退 |
| 第58回大会（1986年） | 福岡大大濠（2年ぶり2回目）    | 1回戦    | ● 3 - 7 池田                      | 初戦敗退 |
| 第59回大会（1987年） | 西日本短大付（初出場）        | 1回戦    | ● 1 - 3 PL学園                    | 初戦敗退 |
| 第60回大会（1988年） | 福岡第一（初出場）            | 2回戦    | ● 2 - 3 高知商（延長12回）        | 初戦敗退 |
| 第60回大会（1988年） | 柳川（8年ぶり6回目）          | 2回戦    | ● 3 - 7 函館有斗                  | 初戦敗退 |
| 第63回大会（1991年） | 福岡大大濠（5年ぶり3回目）    | 1回戦    | ● 4 - 7 宇都宮学園                | 初戦敗退 |
| 第64回大会（1992年） | 福岡工大付（初出場）          | 1回戦    | ● 1 - 14 広陵                     | 初戦敗退 |
| 第64回大会（1992年） | 常磐（初出場）                | 1回戦    | ● 1 - 4 東海大相模                | 初戦敗退 |
| 第65回大会（1993年） | 東筑紫学園（初出場）          | 2回戦    | ○ 4x - 2 海星（延長10回）         | ベスト8  |
| 第65回大会（1993年） | 東筑紫学園（初出場）          | 3回戦    | ○ 6 - 4 常総学院                  | ベスト8  |
| 第65回大会（1993年） | 東筑紫学園（初出場）          | 準々決勝 | ● 0 - 3 上宮                      | ベスト8  |
| 第66回大会（1994年） | 小倉東（初出場）              | 1回戦    | ○ 5 - 0 石山                      | ベスト8  |
| 第66回大会（1994年） | 小倉東（初出場）              | 2回戦    | ○ 4 - 1 日大三                    | ベスト8  |
| 第66回大会（1994年） | 小倉東（初出場）              | 準々決勝 | ● 3 - 5 桑名西                    | ベスト8  |
| 第68回大会（1996年） | 小倉東（2年ぶり2回目）        | 1回戦    | ○ 12 - 1 津田学園                 | 2回戦    |
| 第68回大会（1996年） | 小倉東（2年ぶり2回目）        | 2回戦    | ● 3 - 5 国士舘                    | 2回戦    |
| 第70回大会（1998年） | 東福岡（初出場）              | 2回戦    | ○ 5 - 0 出雲北陵                  | 3回戦    |
| 第70回大会（1998年） | 東福岡（初出場）              | 3回戦    | ● 0 - 3 横浜                      | 3回戦    |
| 第70回大会（1998年） | 東筑（13年ぶり2回目）         | 2回戦    | ● 2 - 12 今治西                   | 初戦敗退 |
| 第71回大会（1999年） | 九産大九州（初出場）          | 1回戦    | ● 4 - 5 海星                      | 初戦敗退 |
| 第72回大会（2000年） | 柳川（12年ぶり7回目）         | 1回戦    | ○ 5 - 2 東海大仰星                | ベスト8  |
| 第72回大会（2000年） | 柳川（12年ぶり7回目）         | 2回戦    | ○ 3 - 0 広陵                      | ベスト8  |
| 第72回大会（2000年） | 柳川（12年ぶり7回目）         | 準々決勝 | ● 0 - 1 智弁和歌山                | ベスト8  |
| 第72回大会（2000年） | 戸畑（23年ぶり3回目）         | 1回戦    | ● 1 - 14 四日市工                 | 初戦敗退 |
| 第73回大会（2001年） | 東福岡（3年ぶり2回目）        | 2回戦    | ○ 8 - 4 広陵                      | ベスト8  |
| 第73回大会（2001年） | 東福岡（3年ぶり2回目）        | 3回戦    | ○ 8 - 3 日大三                    | ベスト8  |
| 第73回大会（2001年） | 東福岡（3年ぶり2回目）        | 準々決勝 | ● 2 - 4 常総学院                  | ベスト8  |
| 第74回大会（2002年） | 福岡工大城東（10年ぶり2回目） | 1回戦    | ○ 6x - 5 宇都宮工（延長11回）     | 2回戦    |
| 第74回大会（2002年） | 福岡工大城東（10年ぶり2回目） | 2回戦    | ● 2 - 7 明徳義塾                  | 2回戦    |
| 第75回大会（2003年） | 柳川（3年ぶり8回目）          | 2回戦    | ● 1 - 2 徳島商                    | 初戦敗退 |
| 第76回大会（2004年） | 福岡工大城東（2年ぶり3回目）  | 1回戦    | ○ 5 - 0 斑鳩                      | ベスト8  |
| 第76回大会（2004年） | 福岡工大城東（2年ぶり3回目）  | 2回戦    | ○ 6x - 4 拓大紅陵                 | ベスト8  |
| 第76回大会（2004年） | 福岡工大城東（2年ぶり3回目）  | 準々決勝 | ● 7 - 9 社（延長11回）            | ベスト8  |
| 第77回大会（2005年） | 戸畑（5年ぶり4回目）          | 1回戦    | ● 1 - 2 駒大苫小牧                | 初戦敗退 |
| 第77回大会（2005年） | 東筑紫学園（12年ぶり2回目）   | 1回戦    | ● 4 - 5x 如水館                   | 初戦敗退 |
| 第79回大会（2007年） | 大牟田（初出場）              | 1回戦    | ● 0 - 7 佐野日大                  | 初戦敗退 |
| 第82回大会（2010年） | 自由ケ丘（初出場）            | 1回戦    | ○ 4 - 2 東海大相模                | 2回戦    |
| 第82回大会（2010年） | 自由ケ丘（初出場）            | 2回戦    | ● 4 - 5 北照                      | 2回戦    |
| 第83回大会（2011年） | 九州国際大付（29年ぶり2回目） | 1回戦    | ○ 7 - 1 前橋育英                  | 準優勝   |
| 第83回大会（2011年） | 九州国際大付（29年ぶり2回目） | 2回戦    | ○ 4 - 2 日本文理                  | 準優勝   |
| 第83回大会（2011年） | 九州国際大付（29年ぶり2回目） | 準々決勝 | ○ 5 - 4 北海                      | 準優勝   |
| 第83回大会（2011年） | 九州国際大付（29年ぶり2回目） | 準決勝   | ○ 9 - 2 日大三                    | 準優勝   |
| 第83回大会（2011年） | 九州国際大付（29年ぶり2回目） | 決勝     | ● 1 - 6 東海大相模                | 準優勝   |
| 第87回大会（2015年） | 九産大九州（16年ぶり2回目）   | 1回戦    | ● 0 - 2 近江                      | 初戦敗退 |
| 第89回大会（2017年） | 福岡大大濠（26年ぶり4回目）   | 1回戦    | ○ 6 - 3 創志学園                  | ベスト8  |
| 第89回大会（2017年） | 福岡大大濠（26年ぶり4回目）   | 2回戦    | △ 1 - 1 滋賀学園（延長15回）      | ベスト8  |
| 第89回大会（2017年） | 福岡大大濠（26年ぶり4回目）   | 2回戦    | ○ 5 - 3 滋賀学園（再試合）        | ベスト8  |
| 第89回大会（2017年） | 福岡大大濠（26年ぶり4回目）   | 準々決勝 | ● 3 - 8 報徳学園                  | ベスト8  |
| 第89回大会（2017年） | 東海大福岡（32年ぶり2回目）   | 1回戦    | ○ 2x - 1 神戸国際大付             | ベスト8  |
| 第89回大会（2017年） | 東海大福岡（32年ぶり2回目）   | 2回戦    | ○ 11 - 8 早稲田実                 | ベスト8  |
| 第89回大会（2017年） | 東海大福岡（32年ぶり2回目）   | 準々決勝 | ● 2 - 4 大阪桐蔭                  | ベスト8  |
| 第90回大会（2018年） | 東筑（20年ぶり3回目）         | 1回戦    | ● 3 - 5 聖光学院                  | 初戦敗退 |
| 第91回大会（2019年） | 筑陽学園（初出場）            | 1回戦    | ○ 3 - 2 福知山成美                | ベスト8  |
| 第91回大会（2019年） | 筑陽学園（初出場）            | 2回戦    | ○ 3 - 2 山梨学院                  | ベスト8  |
| 第91回大会（2019年） | 筑陽学園（初出場）            | 準々決勝 | ● 2 - 7 東邦                      | ベスト8  |
| 第93回大会（2021年） | 福岡大大濠（4年ぶり5回目）    | 1回戦    | ○ 2 - 1 大崎                      | ベスト8  |
| 第93回大会（2021年） | 福岡大大濠（4年ぶり5回目）    | 2回戦    | ○ 8 - 4 具志川商（延長11回）      | ベスト8  |
| 第93回大会（2021年） | 福岡大大濠（4年ぶり5回目）    | 準々決勝 | ● 0 - 8 東海大相模                | ベスト8  |
| 第94回大会（2022年） | 九州国際大付（11年ぶり3回目） | 1回戦    | ○ 3x - 2 クラーク国際（延長10回） | ベスト8  |
| 第94回大会（2022年） | 九州国際大付（11年ぶり3回目） | 2回戦    | ○ 4 - 1 広陵                      | ベスト8  |
| 第94回大会（2022年） | 九州国際大付（11年ぶり3回目） | 準々決勝 | ● 3 - 6 浦和学院                  | ベスト8  |
| 第96回大会（2024年） | 東海大福岡（7年ぶり3回目）    | 1回戦    | ● 4 - 5 宇治山田商                | 初戦敗退 |
| 第97回大会（2025年） | 西日本短大付（38年ぶり2回目） | 1回戦    | ○ 6 - 0 大垣日大                  | ベスト8  |
| 第97回大会（2025年） | 西日本短大付（38年ぶり2回目） | 2回戦    | ○ 11 - 5 山梨学院                 | ベスト8  |
| 第97回大会（2025年） | 西日本短大付（38年ぶり2回目） | 準々決勝 | ● 1 - 5 横浜                      | ベスト8  |

## 通算成績
| 出場 | 試合 | 勝利 | 敗戦 | 引分 | 勝率 | 優勝 | 準優勝 | ベスト4 | ベスト8 |
| ---- | ---- | ---- | ---- | ---- | ---- | ---- | ------ | ------- | ------- |
| 85   | 150  | 64   | 85   | 1    | .430 | 0    | 3      | 6       | 16      |

## 学校別成績
| 校名         | 出場 | 直近出場 | 勝敗      | 最高成績 | 前身校     |
| ------------ | ---- | -------- | --------- | -------- | ---------- |
| 小倉         | 11回 | 1978年   | 12勝11敗  | 準優勝   | 小倉中     |
| 小倉工       | 9回  | 1963年   | 6勝9敗    | ベスト8  |            |
| 柳川         | 8回  | 2003年   | 3勝8敗    | ベスト8  | 柳川商     |
| 福岡工       | 5回  | 1958年   | 3勝5敗    | ベスト4  |            |
| 久留米商     | 5回  | 1983年   | 3勝5敗    | ベスト4  |            |
| 福岡大大濠   | 5回  | 2021年   | 4勝5敗1分 | ベスト8  |            |
| 博多工       | 4回  | 1969年   | 5勝4敗    | ベスト4  |            |
| 戸畑         | 4回  | 2005年   | 0勝4敗    | 初戦敗退 |            |
| 福岡工大城東 | 3回  | 2004年   | 3勝3敗    | ベスト8  | 福岡工大付 |
| 東海大福岡   | 3回  | 2024年   | 3勝3敗    | ベスト8  | 東海大五   |
| 東筑         | 3回  | 2018年   | 0勝3敗    | 初戦敗退 |            |
| 九州国際大付 | 3回  | 2022年   | 6勝3敗    | 準優勝   | 八幡大付   |
| 小倉東       | 2回  | 1996年   | 3勝2敗    | ベスト8  |            |
| 東福岡       | 2回  | 2001年   | 3勝2敗    | ベスト8  |            |
| 東筑紫学園   | 2回  | 2005年   | 2勝2敗    | ベスト8  |            |
| 西日本短大付 | 2回  | 2025年   | 2勝2敗    | ベスト8  |            |
| 北九州市立   | 2回  | 1972年   | 1勝2敗    | 2回戦    | 戸畑商     |
| 九産大九州   | 2回  | 2015年   | 0勝2敗    | 初戦敗退 |            |
| 筑陽学園     | 1回  | 2019年   | 2勝1敗    | ベスト8  |            |
| 八幡         | 1回  | 1950年   | 1勝1敗    | ベスト8  |            |
| 小倉商       | 1回  | 1973年   | 1勝1敗    | 2回戦    |            |
| 自由ケ丘     | 1回  | 2010年   | 1勝1敗    | 2回戦    |            |
| 筑紫中央     | 1回  | 1970年   | 0勝1敗    | 初戦敗退 |            |
| 小倉南       | 1回  | 1973年   | 0勝1敗    | 初戦敗退 |            |
| 青豊         | 1回  | 1981年   | 0勝1敗    | 初戦敗退 | 築上中部   |
| 福岡第一     | 1回  | 1988年   | 0勝1敗    | 初戦敗退 |            |
| 常磐         | 1回  | 1992年   | 0勝1敗    | 初戦敗退 |            |
| 大牟田       | 1回  | 2007年   | 0勝1敗    | 初戦敗退 |            |